# Fronteira Geórgia–Rússia
A fronteira entre Geórgia e Rússia é a linha que limita os territórios da Geórgia e da Rússia, no Cáucaso. Vai desde a costa oriental do Mar Negro até à tríplice fronteira de ambos os Estados com o Azerbaijão.
De jure, mede 894 km  e se estende desde a costa do  Mar Negro, no oeste, e ao longo das montanhas do Grande Cáucaso, até a tríplice fronteira com o Azerbaijão, no leste, seguindo assim, de perto, a fronteira convencional entre a Europa e a Ásia.
Em 2008, a Rússia (e posteriormente  quatro outros estados) reconheceram a independência de duas autodeclaradas repúblicas dentro da Geórgia (Abecásia e Ossétia do Sul), o que significa que, de facto, a fronteira está agora dividida em quatro seções: 
- fronteira Abkhazia-Rússia, no oeste;
- fronteira ocidental Geórgia-Rússia, entre Abecásia e Ossétia do Sul;
- fronteira Ossétia do Sul-Rússia;
- fronteira oriental Geórgia-Rússia, entre a Ossétia do Sul e  Azerbaijão.

Atualmente, a maioria da comunidade internacional não reconhece a independência dos dois territórios e os considera como pertencentes à Geórgia.

## História
Durante o século XVIII, o Império Russo, o Império Otomano e a Pérsia quiseram controlar a estratégica região do Cáucaso. O Império Russo acabou por vencer esta batalha estratégica ao conquistar a Geórgia, o Azerbaijão e a Arménia. A ocupação russa da Geórgia deu-se em dois passos. Em 1783 a Geórgia assinou o Tratado de Georgievsk com o Império Russo, colocando o Reino de Cártlia-Caquécia sob patrocínio russo. Embora o compromisso russo de defesa da Geórgia tenha sido assumido, a Rússia não deu assistência à Geórgia quando os persas a invadiram em 1785, e depois em 1795.

A Rússia apoia movimentos separatistas na Abecásia e Ossétia do Sul, no que constitui o maior problema entre os dois países

Mapa do conflito georgiano-russo do Verão de 2008, conhecido como Guerra da Ossétia.

Em 22 de Dezembro de 1800 o Czar Paulo I da Rússia, alegadamente a pedido do rei georgiano Jorge XII, assinou a proclamação da incorporação da Geórgia no Império Russo, finalizada por um decreto em 8 de Janeiro de 1801, e confirmada pelo Czar Alexandre I em 12 de Setembro de 1801. O embaixador georgiano em Moscovo reagiu com uma nota de protesto apresentada ao vice-chanceler Príncipe Kurakin. Em Maio de 1801, o general russo Carl Heinrich Knorring destronou o herdeiro georgiano ao trono David Batonishvili e instituiu um governo chefiado pelo general Ivan Petrovich Lasarev.
A nobreza georgiana não aceitou o decreto até abril de 1802, quando o general Knorring a cercou na Catedral Sioni de Tbilisi forçando-a a jurar fidelidade à Coroa Imperial da Rússia. Os que recusaram foram temporariamente presos.